# Mosteiro de Flor da Rosa

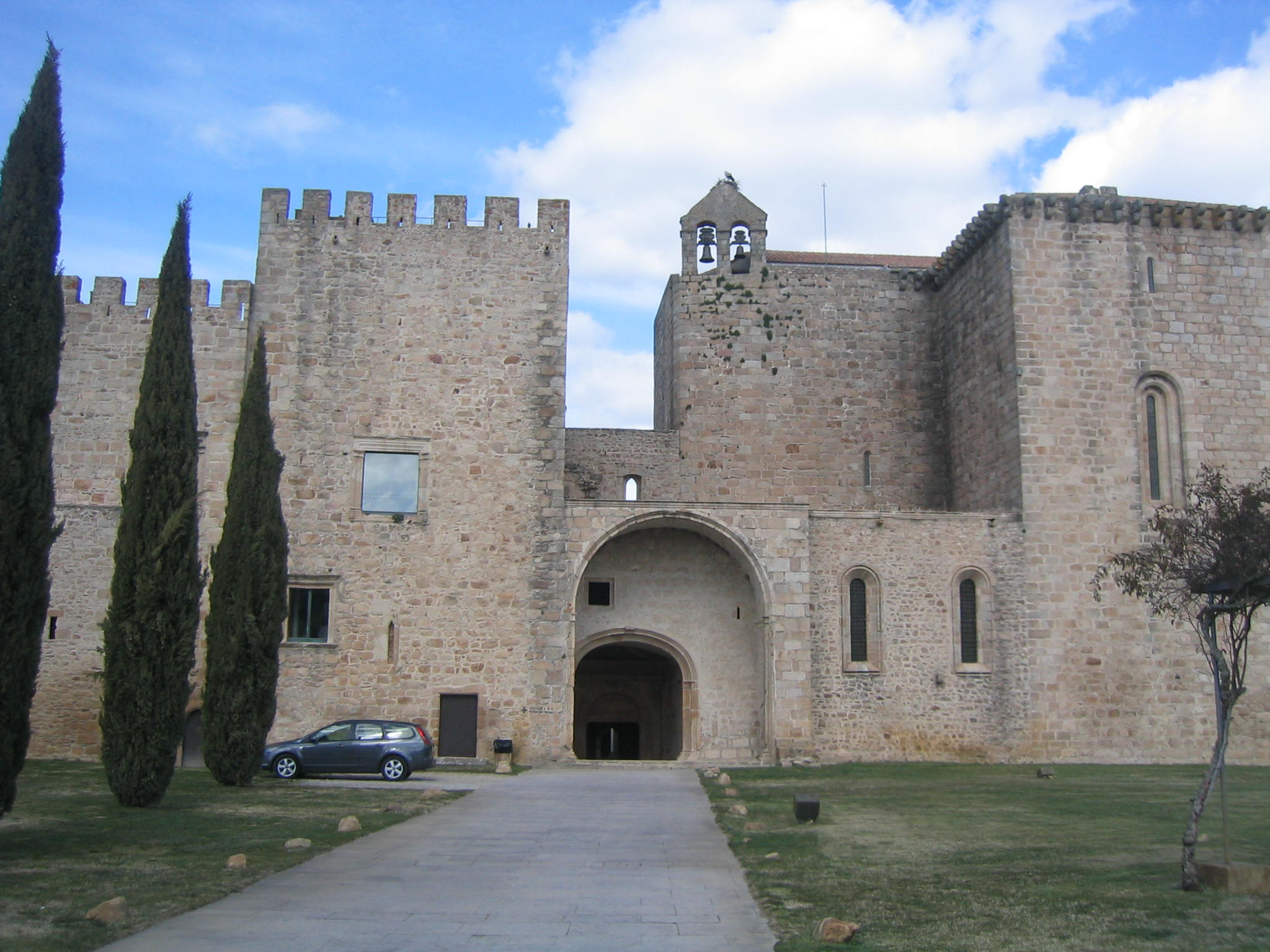
Mosteiro de Flor da Rosa: fachada.

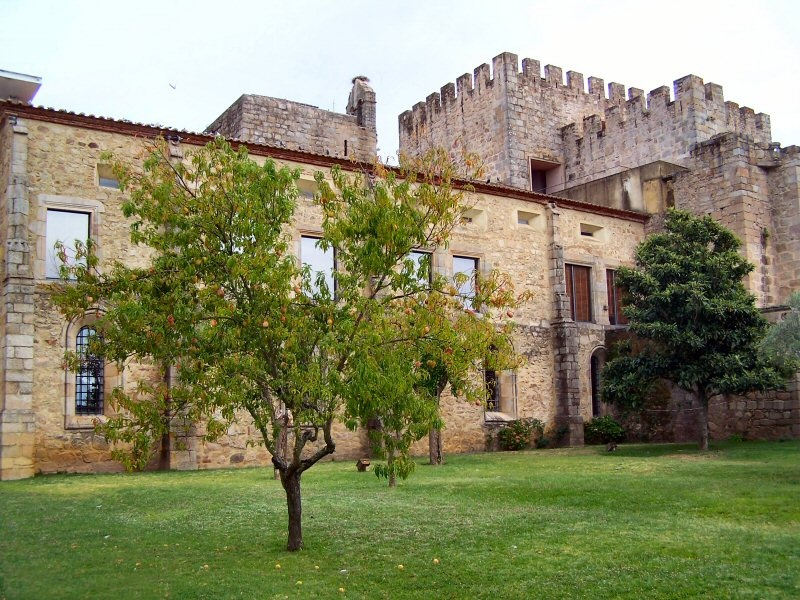
Mosteiro e pousada de Flor da Rosa: interior.

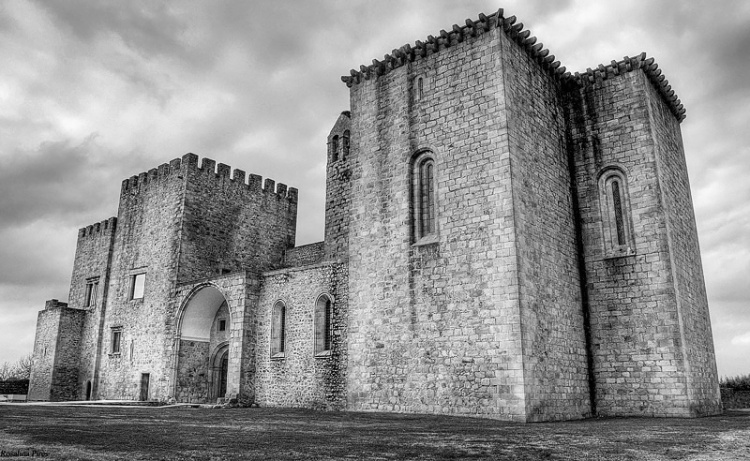
Mosteiro de Flor da Rosa.

O Mosteiro de Santa Maria de Flor da Rosa, também referido como Mosteiro da Ordem do Hospital de Flor da Rosa, Igreja de Flor da Rosa, Convento de Flor da Rosa, Paço de Flor da Rosa e Pousada da Flor da Rosa, localiza-se em Flor da Rosa, na freguesia de Crato e Mártires, Flor da Rosa e Vale do Peso, município do Crato, distrito de Portalegre, em Portugal.
Considerado o mais importante exemplo de mosteiro fortificado existente na Península Ibérica,[carece de fontes?] nele está instalada, em nossos dias, uma das unidades das Pousadas de Portugal.
A Igreja de Flor da Rosa está classificado como Monumento Nacional desde 1910.

## História
Mandado construir em 1356 por D. Álvaro Gonçalves Pereira, primeiro Prior do Crato e pai do Santo Condestável, D. Nuno Álvares Pereira. Embora seja comum apontar-se Flor da Rosa como local de nascimento de Nuno Álvares Pereira, não há qualquer evidência histórica que confirme essa hipótese e, pelo contrário, a maioria dos historiadores aponta que tenha nascido em Cernache do Bonjardim.
Em 1232 o Rei D. Sancho II doou a povoação do Crato à Ordem dos Hospitalários. Foi em 1340 que a sede da Ordem do Hospital foi alterada de Leça do Bailio ou de Belver, para o Crato, tendo logo o Prior do Crato, D. Álvaro Gonçalves Pereira, decidido fundar uma capela na localidade. Com o crescimento da Ordem é então erguido este Mosteiro, casa-mãe da Ordem em Portugal, fundado em 1356. A partir do século XVI, a Ordem do Hospital passou a denominar-se Ordem de Malta, nome que ainda hoje conserva.
Actualmente, o Mosteiro abriga o túmulo do fundador, uma pousada da Enatur e o Núcleo de Escultura Medieval do Museu Nacional de Arte Antiga.

## Características
Este mosteiro é composto por três edificações distintas: a igreja-fortaleza de estilo gótico, um paço-acastelado gótico, já com alterações quinhentistas, e as restantes dependências conventuais já renascentistas e mudéjares. Todo o conjunto tem sido alterado ao longo dos séculos, nomeadamente nos século XVI e XVII e mais tarde no século XX, onde houve uma maior preocupação de preservação do plano original gótico. De facto já no tempo do Rei D. Manuel I o espaço monástico é alargado para um maior número de aposentos, transformando-o num Paço Real, e com o grande terramoto de 1755 e um temporal devastador em 1897 que se fez sofrer na área, o conjunto teria sofrido grandes desgastes.
O Mosteiro da Ordem do Hospital de Flor da Rosa foi classificado como Monumento Nacional em 1910 e, na década de 1940, começaram as obras de restauro. Mais tarde, em 1991 iniciam-se os trabalhos de reconversão para Pousada de Portugal, pelo Arquitecto João Luís Carrilho da Graça, aberta ao público em 1995 e transformando-se este legado patrimonial numa das mais aclamadas Pousadas do País, a Pousada Flor da Rosa.
Em julho de 2009, após um conjunto alargado de acções de investigação, recuperação e valorização realizados neste Mosteiro de Santa Maria da Flor da Rosa, mais concretamente na ala não afecta à pousada, o monumento é aberto ao público visitante com uma área de acolhimento e interpretação onde são disponibilizados diferentes serviços de apoio que permitirão, quer uma melhor compreensão de toda a história deste sítio, quer as condições adequadas de recepção. O que permitiu a instalação do Núcleo de Escultura Medieval do Museu Nacional de Arte Antiga e uma exposição de escultura de João Cutileiro, na nave da igreja.